# 羽裂圣蕨
羽裂圣蕨（学名：Dictyocline wilfordii）为金星蕨科圣蕨属下的一个种。

## 扩展阅读
- 維基物種上的相關：羽裂圣蕨